# Ayusman Sen
Ayusman Sen est professeur de chimie à l'Université d'État de Pennsylvanie. Ses spécialités sont les nanomoteurs, la catalyse et les nouveaux matériaux,.
Il a reçu une récompense de 25 000 $ en 1984 de la Fondation Alfred P. Sloan.
Il a expliqué ce qu'il appelle son propre « intérêt irrationnel » pour la science avec une citation d'Henry Moore : « Le secret de la vie, c'est d'avoir une tâche, une chose à laquelle on consacre toute sa vie, à laquelle on apporte tout, chaque minute de la journée, jusqu'à la fin de sa vie. Et le plus important, c'est que ce soit quelque chose que vous ne pouvez pas faire. »